# 两河乡 (甘洛县)
两河乡，是中华人民共和国四川省凉山彝族自治州甘洛县曾经下辖的一个乡。2020年6月，撤销两河乡，将原两河乡马尔朵村所属行政区域划归田坝镇管辖，将原两河乡秀水村、两河村、白坤村、泥水村、中普村所属行政区域划归新茶乡管辖，将原两河乡俄洛村、泥觉村所属行政区域划归沙岱乡管辖。

## 行政区划
两河乡撤销前下辖以下地区：
秀水村、两河村、白坤村、泥水村、中普村、泥觉村、俄洛村和马尔朵村。